# Gopo 2007
Prima ediție a Premiilor Gopo a avut loc luni, 26 martie 2007 la Palatul Bragadiru - Sala Colosseum. Gazda evenimentului a fost realizatorul de emisiuni de televiziune Cătălin Ștefănescu.
Juriul de selecție a fost format din criticul de film Cristina Corciovescu, directorul de imagine Vivi Drăgan Vasile, regizorul Nicolae Mărgineanu, criticul de film Andrei Crețulescu și actorul Marius Stănescu, iar premiile au fost acordate pe baza voturilor secrete exprimate de 350 de profesioniști din cinematografie, regizori, scenariști, actori, directori de imagine sau producători.
Pe lângă categoriile anunțate, a mai fost acordat și un premiu special al ziarului Cotidianul pentru susținerea filmului românesc.

## Nominalizări și câștigători
Filmele nominalizate au fost anunțate pe 1 martie 2007. Câștigătorii apar cu  font îngroșat .

### Cel mai bun film
- A fost sau n-a fost?
  - Cum mi-am petrecut sfârșitul lumii
  - Hârtia va fi albastră
  - Legături bolnăvicioase

### Cel mai bun regizor
- Corneliu Porumboiu – A fost sau n-a fost?
  - Cătălin Mitulescu – Cum mi-am petrecut sfârșitul lumii
  - Radu Muntean – Hârtia va fi albastră
  - Ruxandra Zenide – Ryna

### Cel mai bun scenariu
- Corneliu Porumboiu – A fost sau n-a fost?
  - Andreea Vălean, Cătălin Mitulescu – Cum mi-am petrecut sfârșitul lumii
  - Cecilia Ștefănescu – Legături bolnăvicioase
  - Alexandru Baciu, Radu Muntean, Răzvan Rădulescu – Hârtia va fi albastră

### Cel mai bun actor
- Ion Sapdaru – Tiberiu Mănescu în A fost sau n-a fost?
  - Teodor Corban – Virgil Jderescu în A fost sau n-a fost?
  - Valentin Popescu – Biriș în Ryna

### Cea mai bună actriță
- Dorotheea Petre – Ryna în Ryna
  - Ioana Barbu – Alex în Legături bolnăvicioase
  - Maria Popistașu – Kiki în Legături bolnăvicioase

### Cel mai bun actor în rol secundar
- Andi Vlasluianu – Aurel în Hârtia va fi albastră
  - Ion Sapdaru – Crăciun în Hârtia va fi albastră
  - Nicolae Praida – bunicul Rynei în Ryna

### Cea mai bună actriță în rol secundar
- Cătălina Murgea – doamna Beneș în Legături bolnăvicioase
  - Aura Călărașu – mama Rynei în Ryna
  - Carmen Ungureanu – Maria în Cum mi-am petrecut sfârșitul lumii

### Cea mai bună imagine
- Marius Panduri – Ryna
  - Alexandru Sterian – Legături bolnăvicioase
  - Tudor Lucaciu – Hârtia va fi albastră

### Cel mai bun montaj
- Cristina Ionescu – Cum mi-am petrecut sfârșitul lumii
  - Alexandru Radu – Legături bolnăvicioase
  - Ioachim Stroe – Ryna

### Cel mai bun sunet
- Dragoș Stanomir – Hârtia va fi albastră
  - Alexandru Dragomir, Sebastian Zsemlye – A fost sau n-a fost?
  - Yves-Marie Omnes, Stéphane Thiébaut – Cum mi-am petrecut sfârșitul lumii

### Cea mai bună muzică originală
- Alexander Bălănescu – Cum mi-am petrecut sfârșitul lumii
  - Grupul Rotaria – A fost sau n-a fost?
  - Vlaicu Golcea – Legături bolnăvicioase

### Gopo pentru cea mai bună scenografie
- Daniel Răduță – Cum mi-am petrecut sfârșitul lumii
  - Adriana Grand – Legături bolnăvicioase
  - Camelia Țuțulan, Sorin Dima – Hârtia va fi albastră

### Cele mai bune costume
- Monica Răduță – Cum mi-am petrecut sfârșitul lumii
  - Adriana Grand – Legături bolnăvicioase
  - Silvana Bratu – Hârtia va fi albastră

### Cel mai bun film documentar
- Hobița, coloana și tractorul – regie Cornel Mihalache
  - Chipurile Deltei – regie Adrian Voicu
  - Rumenye, rumenye – regie Radu Gabrea
  - Satul șosetelor – regie Ileana Stănculescu

### Cel mai bun film de scurt metraj
- Lampa cu căciulă – regie Radu Jude
  - Marilena de la P7 – regie Cristian Nemescu
  - Examen – regie Paul Negoescu
  - Vineri în jur de 11 – regie Iulia Rugină

### Gopo pentru debut
- Mădălina Ghițescu – pentru rolul Marilena din Marilena de la P7
  - Irina Velcescu – pentru rolul din Vineri în jur de 11
  - Paul Ipate pentru rolul din filmul Hârtia va fi albastră
  - Tudor Aaron Istodor pentru rolurile din filmele Hârtia va fi albastră și Examen

### Gopo pentru întreaga operă
- Lucian Pintilie

### Cel mai bun film european
- Volver – regia Pedro Almodóvar, Spania
  - Caché – regia Michael Haneke, Franța
  - Le couperet – regia Costa Gavras,
  - L'enfant – regia Luc Dardenne și Jean-Pierre Dardenne,

### Premiul publicului
- Legături bolnăvicioase - 20.472 spectatori
  - Cum mi-am petrecut sfârșitul lumii - 16.691 spectatori
  - Trei frați de belea - 16.540 spectatori
  - Lacrimi de iubire - 15.493 spectatori
  - A fost sau n-a fost? - 12.644 spectatori
  - Păcală se întoarce - 9.064 spectatori
  - Margo - 7.484 spectatori
  - Hârtia va fi albastră - 5.775 spectatori
  - Ryna - 2.000 spectatori
  - Și totul era nimic... - 864 spectatori
  - Azucena - 540 spectatori
  - Happy End - 490 spectatori

## Filme cu multiple nominalizări
| 11 nominalizări - Legături bolnăvicioase - Hârtia va fi albastră 9 nominalizări - Cum mi-am petrecut sfârșitul lumii 7 nominalizări - A fost sau n-a fost? |

## Filme cu multiple premii
4 premii
- A fost sau n-a fost?
- Cum mi-am petrecut sfârșitul lumii

2 premii
- Legături bolnăvicioase
- Hârtia va fi albastră
- Ryna